# Mur végétalisé
Pour les articles homonymes, voir Mur végétal.

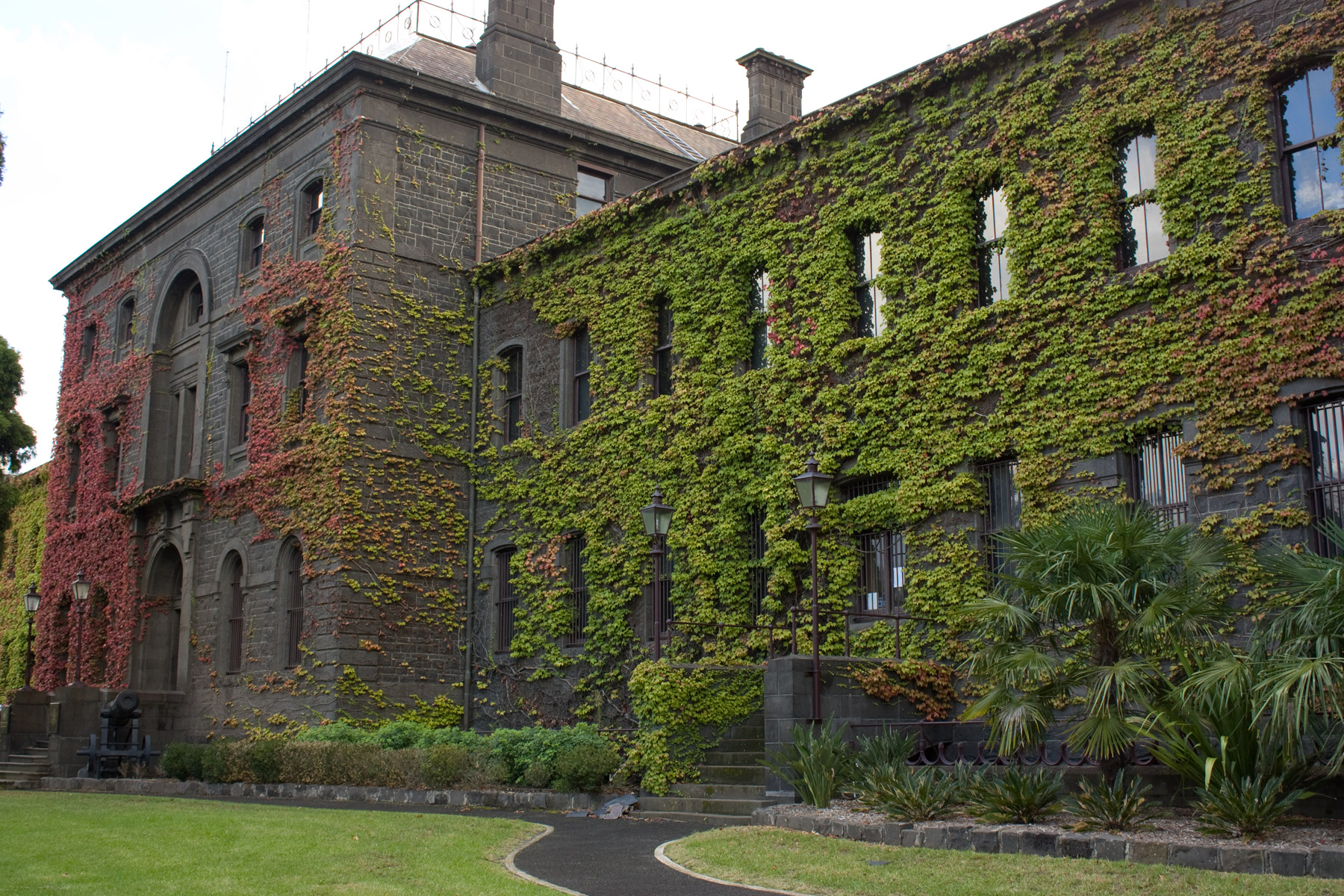
Mur végétal traditionnel de vigne vierge, contribue efficacement au confort thermique du bâtiment (ombre sur la façade et lame d'air entre les feuilles et le mur) et ne nécessitant ni système d'arrosage ni procédé complexe de mise en œuvre.

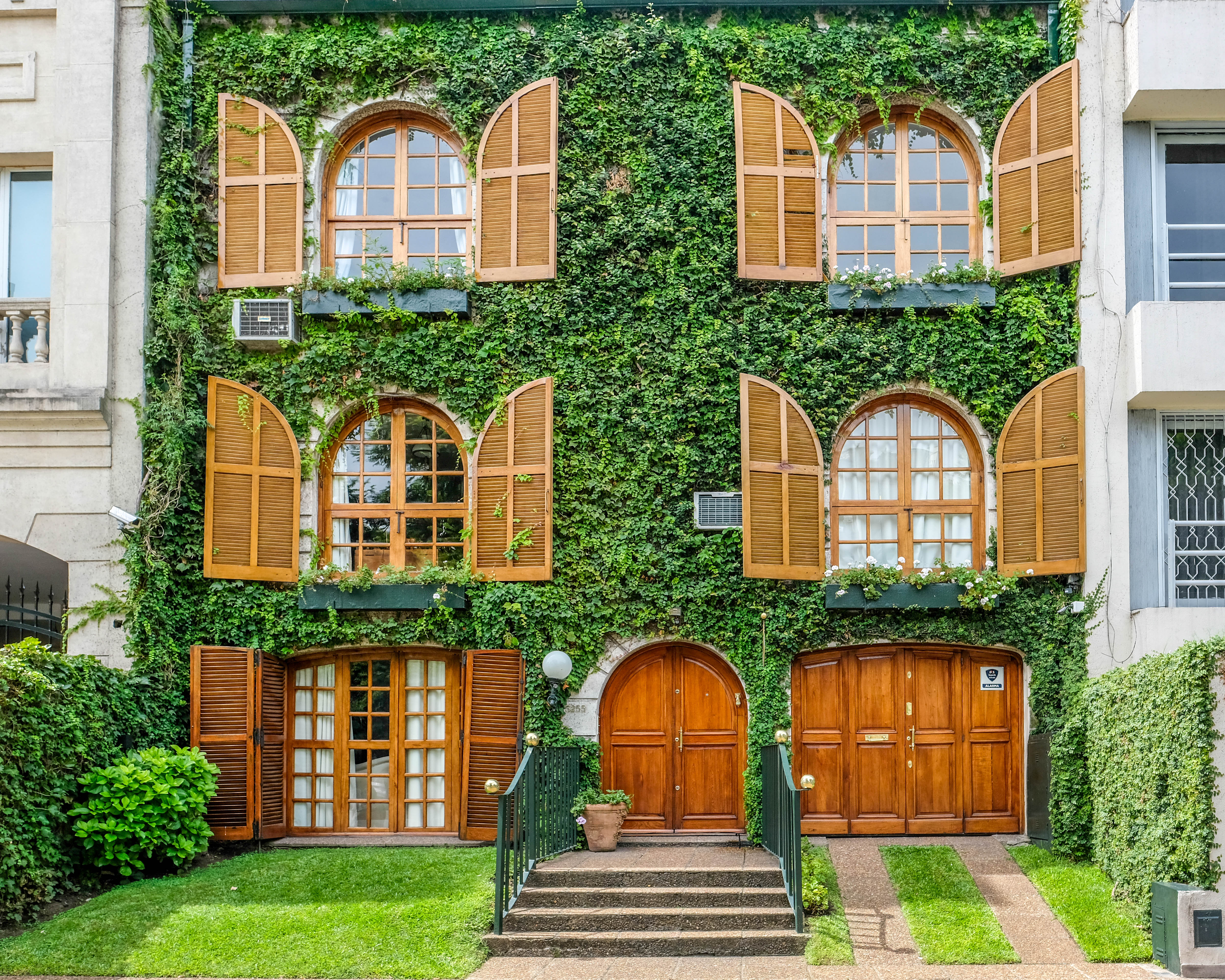
Mur végétalisé traditionnel utilisant du lierre.

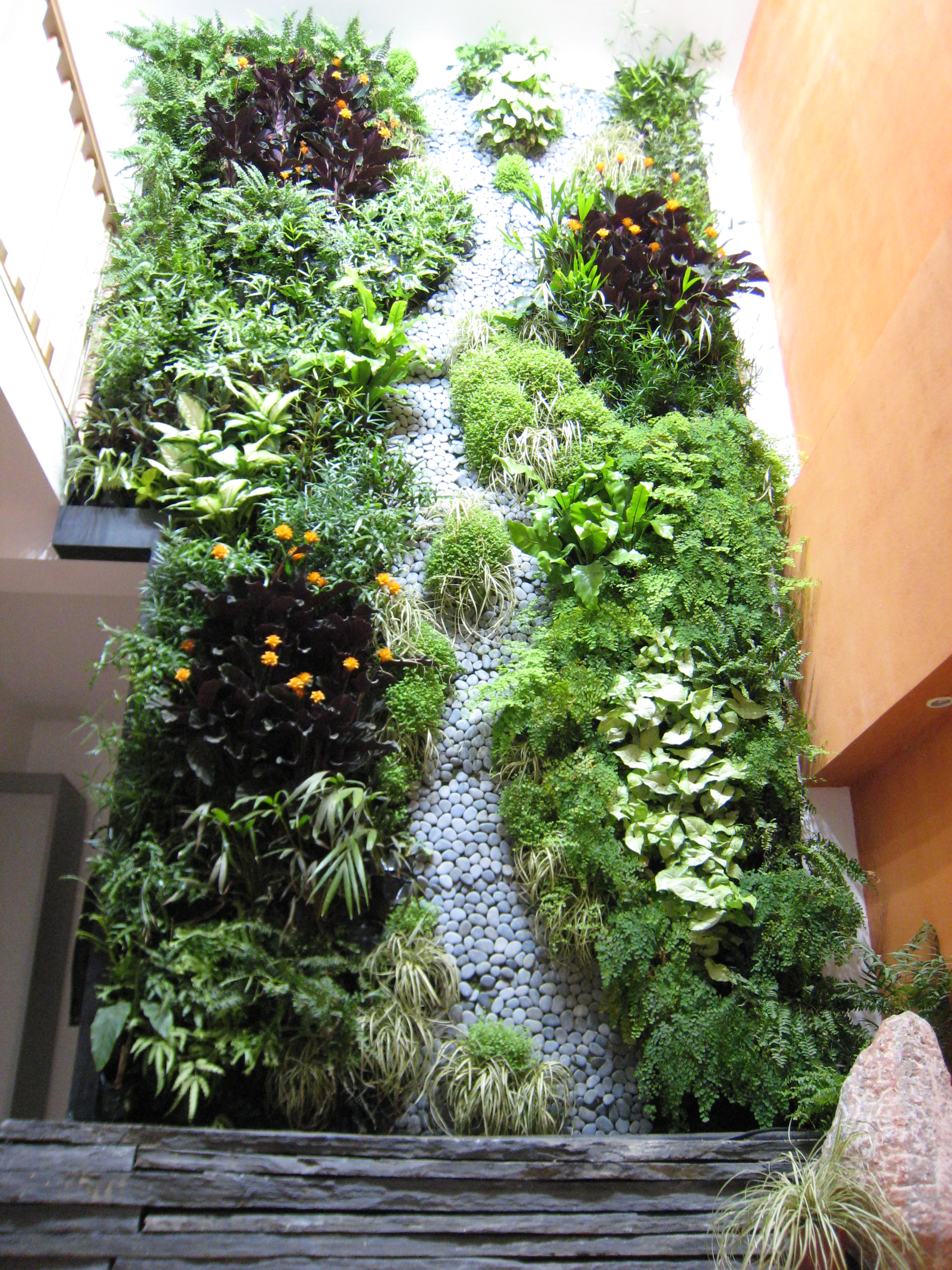
Mur végétal moderne avec une rivière de galets en intérieur.

Un mur végétalisé est généralement un mur sur lequel poussent des plantes grimpantes, tandis que les concepts de mur vivant, mur-manteaux végétalisé et mur végétal décrivent des jardins ou écosystèmes verticaux, plus ou moins artificiels. Ces parois verticales végétales ou végétalisées sont conçues tantôt comme éléments esthétiques et de décor intérieur ou extérieur (dans le cadre du jardinage urbain), tantôt comme œuvres d'art utilisant le végétal, ou encore comme éléments d'écologie urbaine. Dans ce dernier cas, ces murs, comme les terrasses végétalisées ou les clôtures végétales, peuvent contribuer à la quinzième cible HQE, ainsi peut-être qu'à la restauration de réseaux de corridor biologiques en ville notamment (technique peu à peu testée avec des espèces locales en Europe). Ils peuvent servir de refuge ou de garde-manger pour les oiseaux, les invertébrés ou les mammifères, mais ils peuvent également jouer un rôle en matière de microclimat, d'épuration des eaux, de régulation des crues urbaines et de la qualité de l'air. Le mur végétal porte aussi le nom de PCVV pour « paroi complexe végétalisée verticale ». Son équivalent horizontal (PCVH) est la toiture végétalisée.
Dans quelques cas[réf. nécessaire], une vocation de lagunage naturel vertical a été testée (dont pour l'épuration des eaux usées d'un immeuble)[réf. nécessaire] et deux tours couvertes d'une forêt verticale (Bosco Verticale) ont été inaugurées à Milan en 2014.
Outre les murs végétalisés naturels, deux grandes familles de murs végétalisés artificiels existent, avec possibilité d'arrosage automatique programmable :
- Les murs en hydroponie comportant une natte en tissus, hydratée en permanence avec de l’eau et de l’engrais ;
- Les murs à base de substrat de terre végétale en jardinières, bacs ou cages.

## Enjeux
Les vignes vierges, s'accrochant par des crampons et n'abîmant pas les façades sont habituellement utilisées par l'homme pour l'ornement et le confort thermique des habitations humaines. C'est également le cas du lierre qui peut pousser entièrement à l'ombre et ne perd pas ses feuilles en hiver. Ces deux types de végétaux s'accrochent seuls et ne demandent pas d'arrosage mais nécessitent soit d'être taillés soit la pose d'un revêtement spécifique en haut du mur afin qu'ils ne s'étendent pas sur la toiture voire sur les contours des fenêtres et des portes.
En cas d'abandon du bâtiment, en absence d'entretien ou de protection spécifique les plantes grimpantes peuvent toutefois s'introduire sous la toiture et causer des dégâts. Elles ne sont pas adaptées à tous les types de façades, notamment celles faites de pierres non maçonnées. En effet, si la vigne vierge reste en surface, le lierre peut en revanche endommager les murs non maçonnés (comme les murs en pierre sèche) en s'immisçant entre les pierres dépourvues de mortier.
La colonisation naturelle de murs par certaines plantes peut également être considérée comme un problème, les racines endommageant les mortiers naturels de terre quand ils sont humides, pouvant dans certaines conditions décoller les briques, favoriser l'humidité du mur ou sa vulnérabilité au gel. En zone tropicale humide, certains arbres peuvent rapidement coloniser et recouvrir des architectures (dont patrimoniales telles que celles des temples d'Angkor) en quelques siècles. Cependant le bâti peut aussi être conçu pour accueillir des végétaux sans être dégradé, voire en étant protégé par eux.

## Histoire

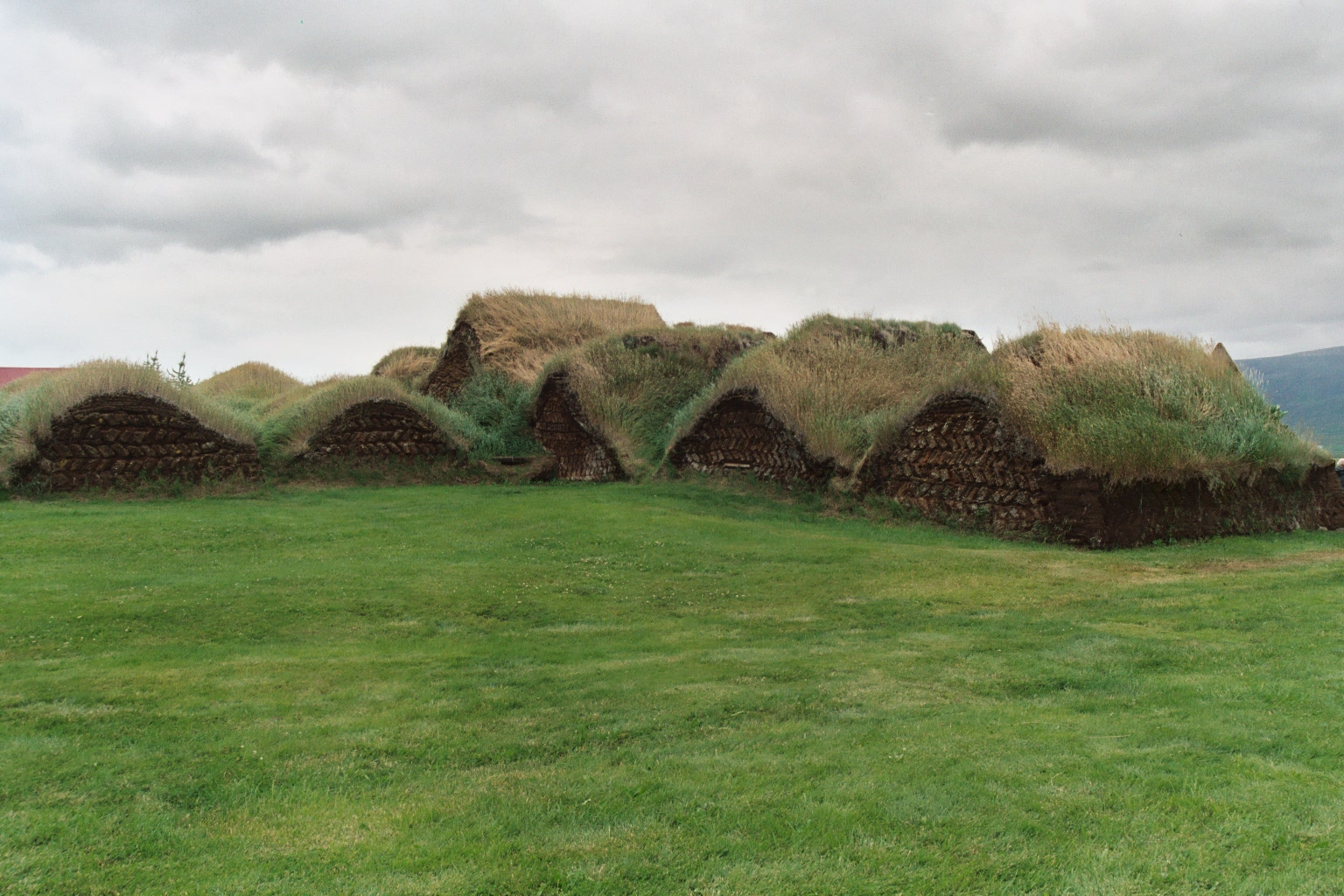
Une autre forme de mur végétal, en briques de tourbe, a été utilisée pour cette ferme, dont la toiture est par ailleurs végétalisée, près du village de Glaumbær, en Islande.

Des structures architectoniques artificielles, ciment ou appareils de pierres maçonnées couvertes de mousses et de quelques plantes existent néanmoins depuis plusieurs siècles, dans quelques grands parcs royaux ou municipaux, initialement toujours associés à des fontaines ou cascades. En 1646, à Ferrare en Italie, on voit des jardiniers s'affairant à la réalisation d'un mur végétal sur un parement de briques[source insuffisante].
Les « fabriques » romantiques (faux bâtiments anciens, fausses ruines) les ont aussi utilisés au XIXe siècle.

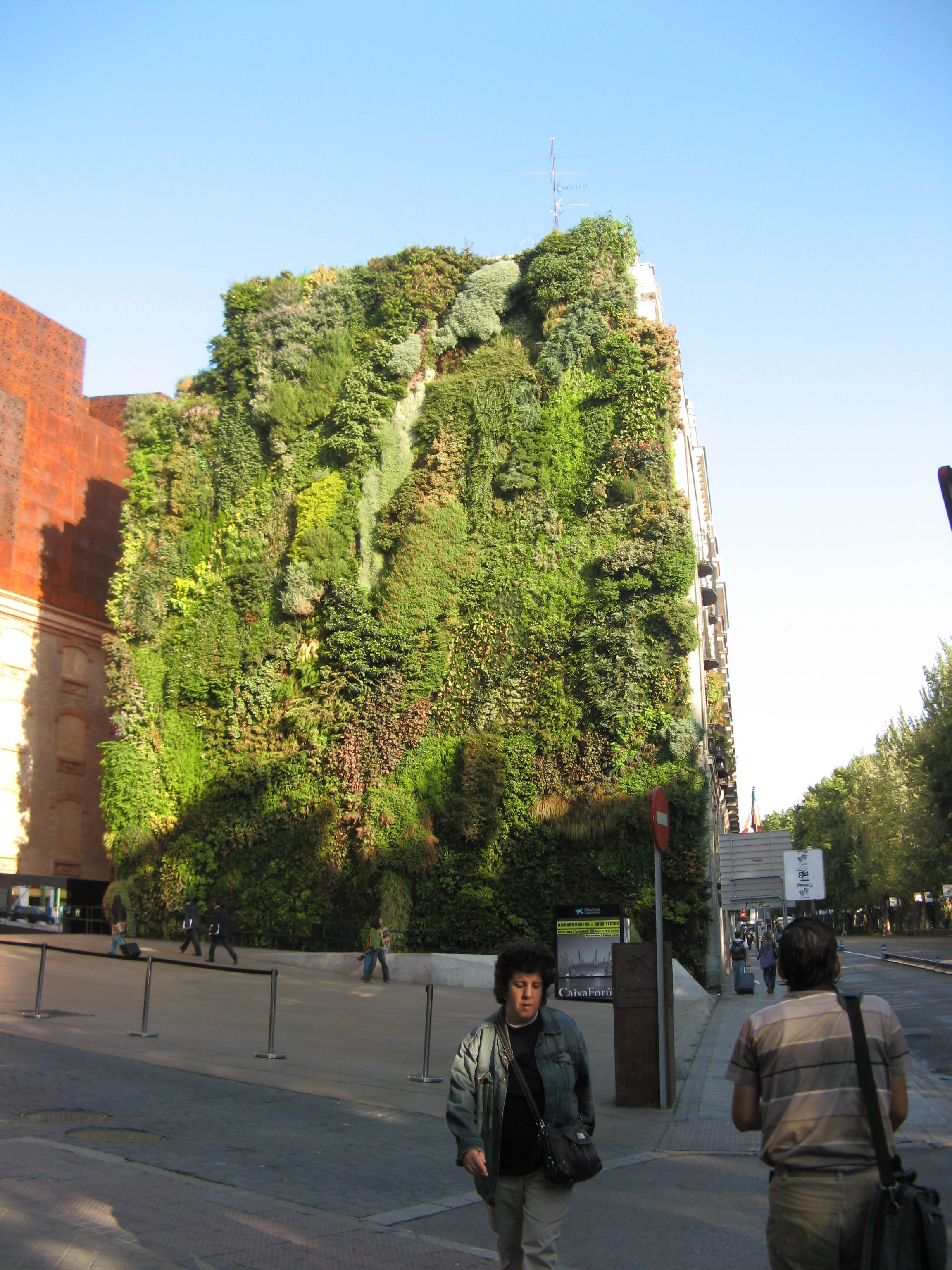
Mur végétal de la CaixaForum en 2009, Madrid, création de Patrick Blanc.

Ils ont ensuite été développés par certains zoos et pour le décor de terrariums ou d'aquaterrariums publics ou privés, utilisant généralement des espèces tropicales en culture hydroponique, mis au point par le paysagiste Roberto Burle Marx[réf. nécessaire] avant que le botaniste et chercheur français Patrick Blanc ne crée, teste et développe son concept horticole de mur végétal sur support de « feutre horticole ».

Poteaux végétalisés.

D'autres techniques de murs végétaux se développent et dans leur sillage ou indépendamment, des designers et paysagistes ont développé de nouvelles méthodes et outils pour les espaces intérieurs. Au-delà de leur aspect purement décoratif, l'architecte français Jean-François Daures propose dès 2000 [réf. nécessaire] d'ajouter de nouvelles qualités (acoustique, thermiques) à ces parements vivants avec un système breveté et certifié de « pixels » prévégétalisés modulables de type « murs manteaux végétalisés » (d’un brevet intitulé « structure modulaire pour l’aménagement d’une paroi sensiblement verticale d’un bâti pour la réception de végétaux » déposé le 18 septembre 2003, et d’un autre brevet intitulé « paroi végétalisée et éléments constitutifs ») en 2008. Une toute nouvelle technologie émerge alors avec l'aide de scientifiques de botanistes et d'écologues du CIRAD et d'un logiciel de modélisation de la croissance des plantes (croissance, aspect, couleur...) spécialement adapté à la verticalité du support. Fedor van der Valk a inventé de minis-jardins suspendus intérieurs (« String Gardens ») qui semblent flotter dans le vide en supportant des cascades de verdure. Le Néo-Zélandais Patrick Morris réussit à donner l'impression que le plafond est tapissé de plantes, via des jardinières à double fond qui y sont suspendues, tandis qu'en juin 2013 l'architecte Jean-François Daures livre tout un plafond végétal[source insuffisante], visible depuis à la grotte de la salamandre (Sud de France), véritable biotope inversé où les plantes poussent effectivement à l'envers, l'appareil racinaire tourné vers le haut, l'appareil foliaire dirigé vers le bas.
De nombreux exemples de murs intérieurs sont aujourd'hui disponibles. La haute école du paysage, d'ingénierie et d'architecture de Genève (hepia) développe en Agronomie et en Architecture du Paysage de nouveaux supports de murs végétalisables faisant partie du constructif, et de nouvelles fonctions d'épuration à ces murs (notamment produits phytosanitaires et eaux urbaines).
Les procédés utilisés pour les murs sont également adaptables aux plafonds, poteaux, suspensions (Emquartier, Bangkok), etc.

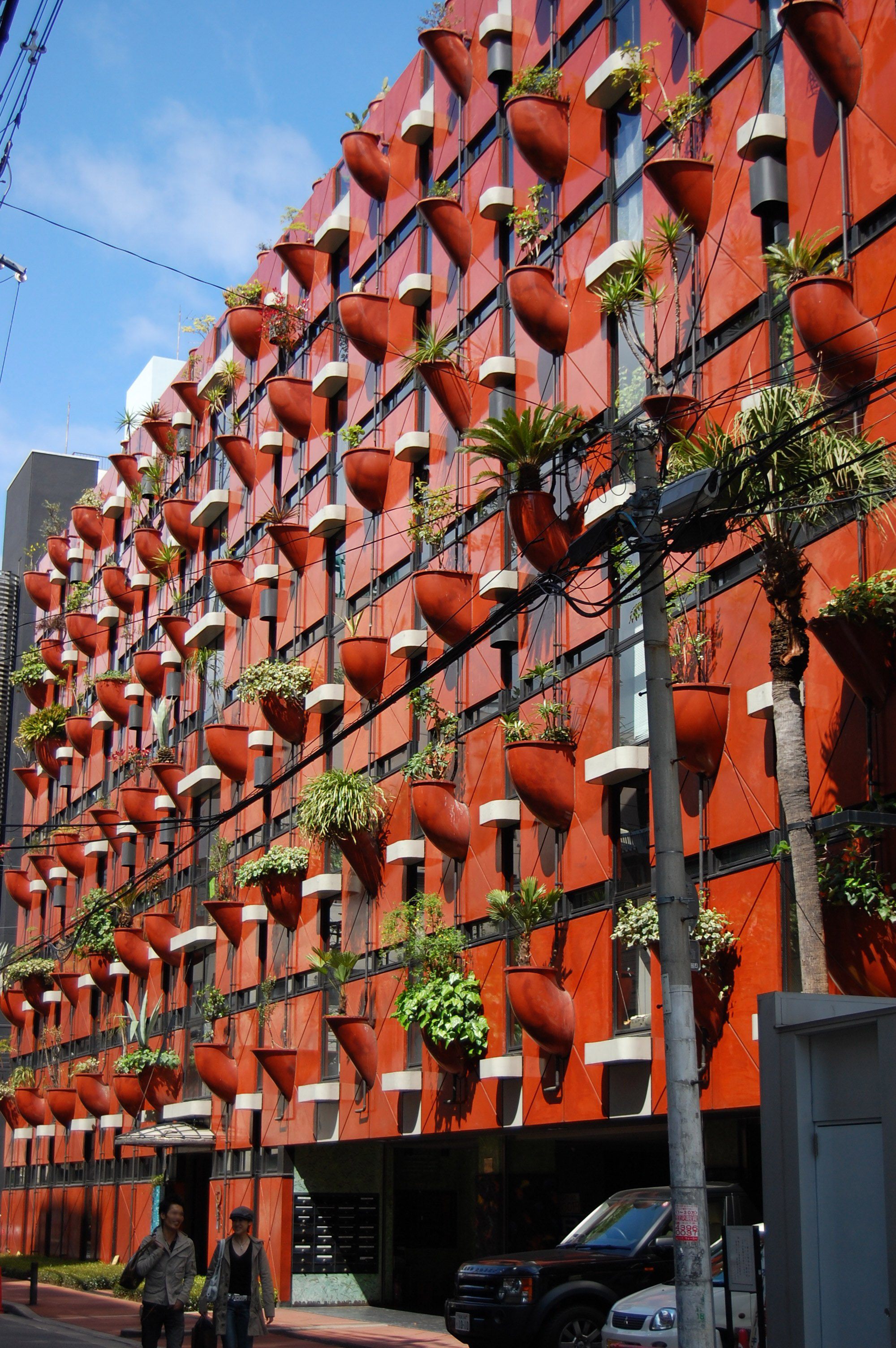
Jardin vertical conçu, en 1993, par Gaetano Pesce à Osaka.
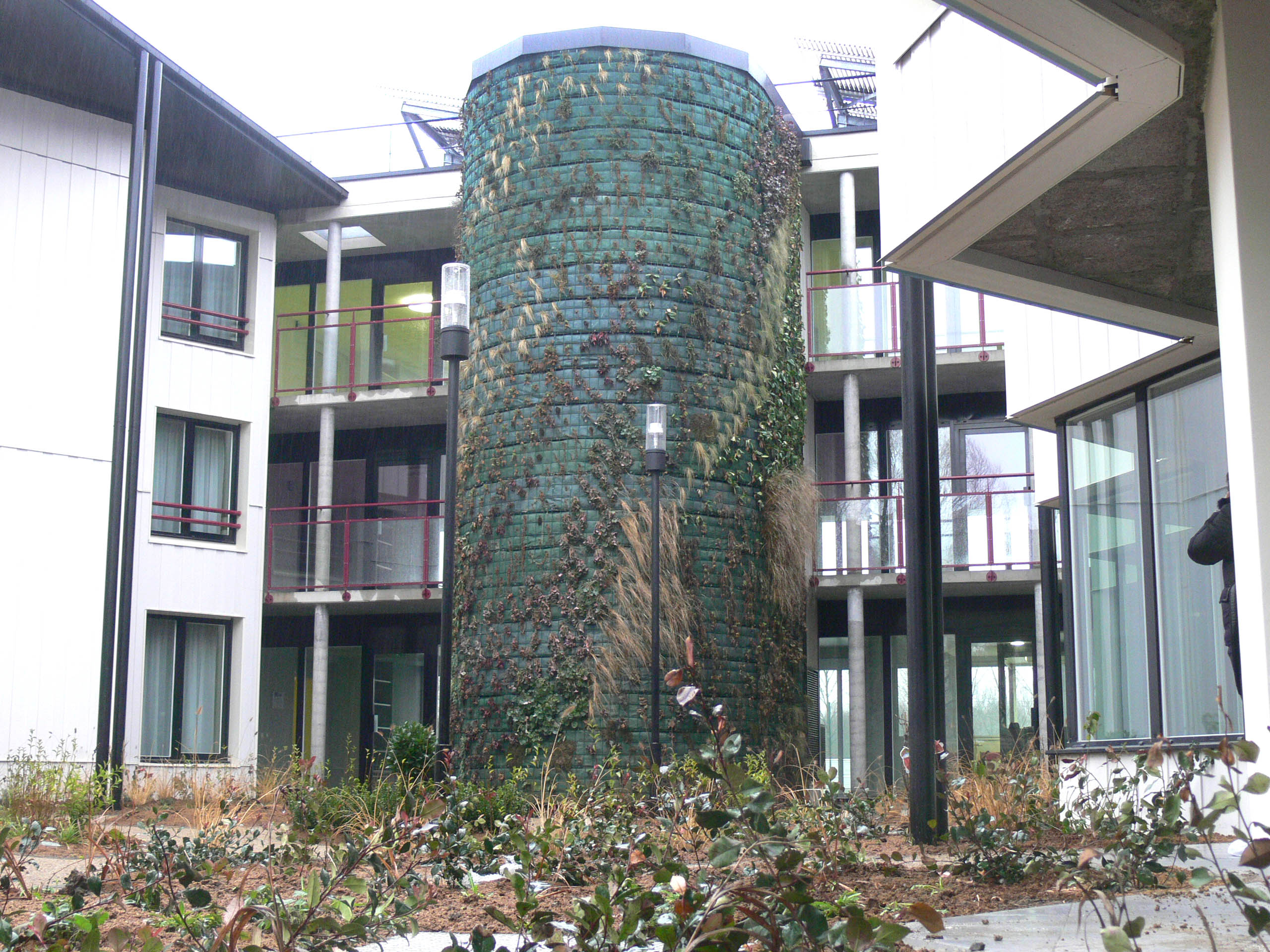
Mur végétalisé de l'EHPAD de Trith-Saint-Léger, en cours de réalisation (Maitre d'œuvre : Jean-Luc Collet).
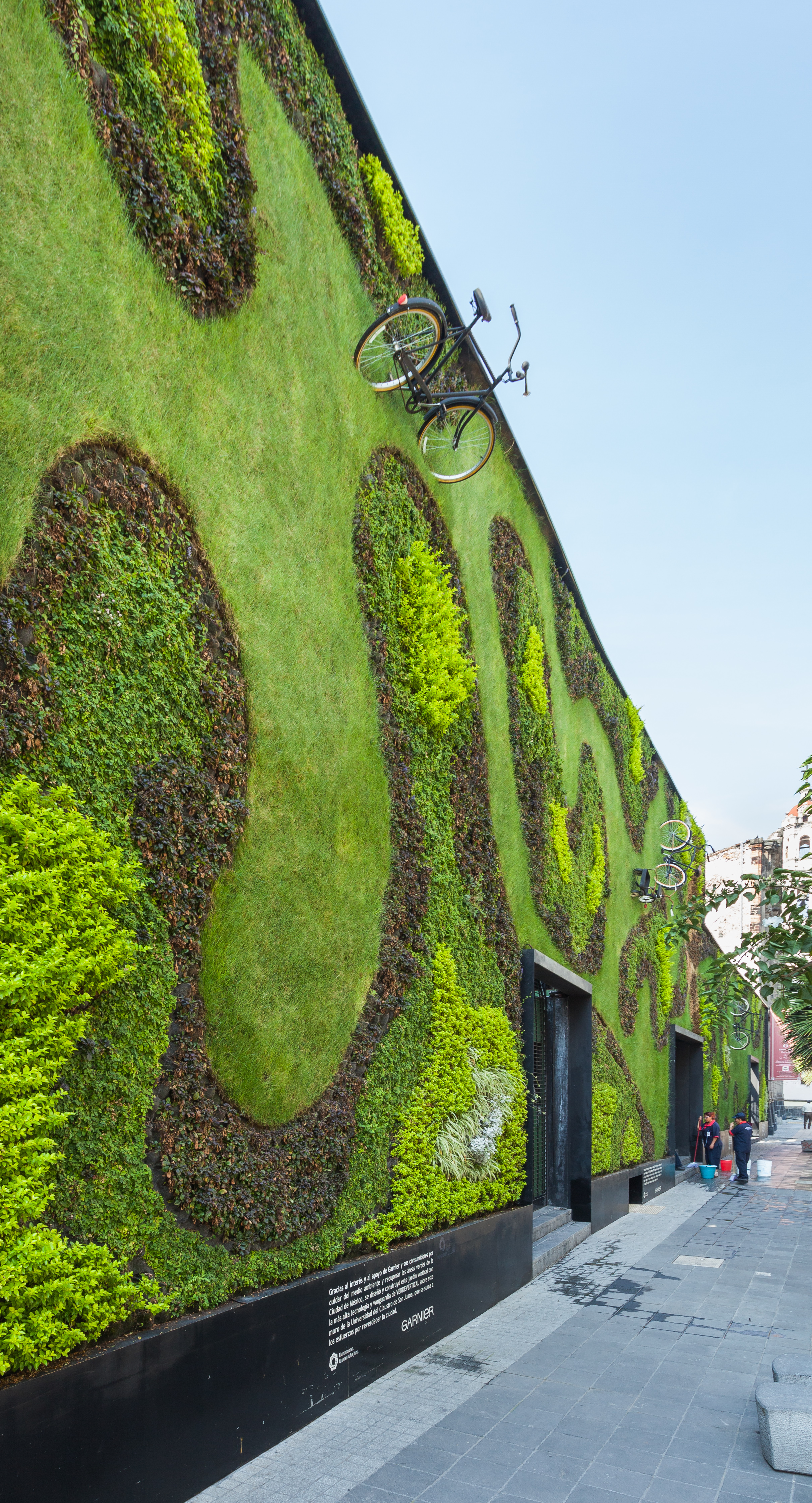
Ville de Mexico.
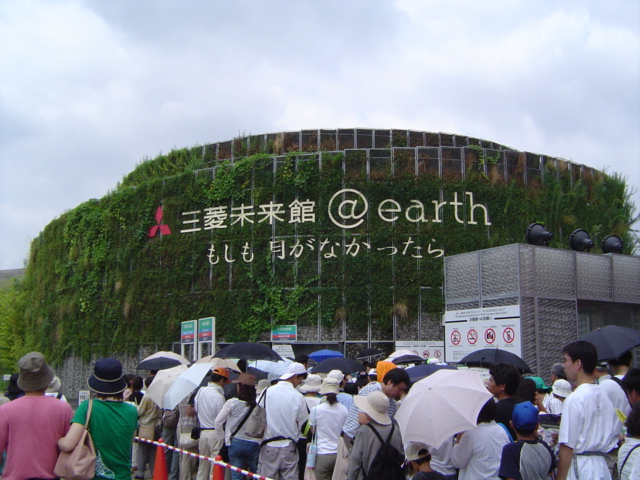
Utilisation à caractère publicitaire et de communication, exposition de Nagakute, 2005, Aichi Japon.
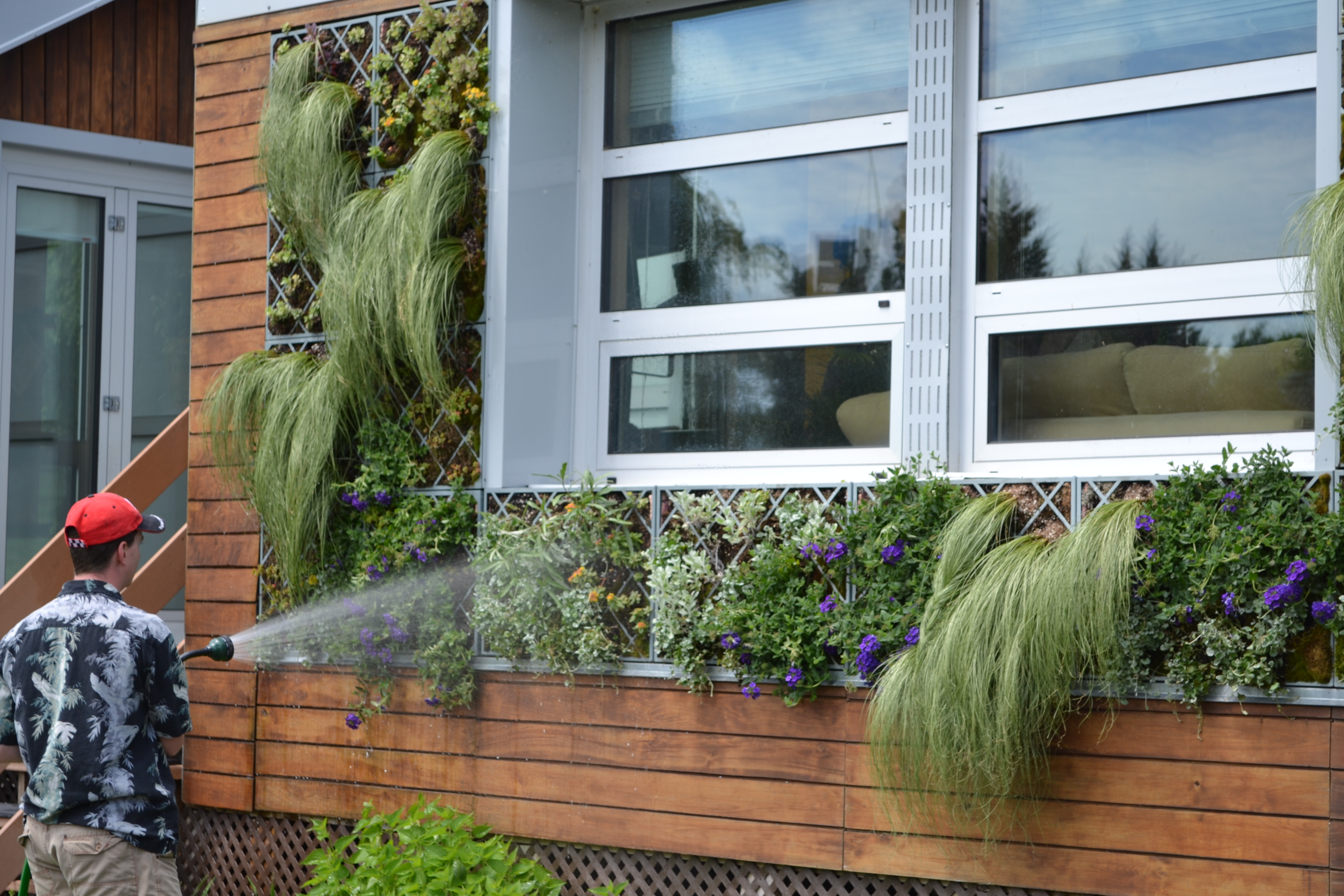
Maison solaire écoologique conçue par 40 étudiants en ingénierie et en architecture de l’École de technologie supérieure, Université de Montréal, et Université McGill dans le cadre du concours international Décathlon 2007 à Washington (D.C.)

## Principe

Aéroport de Singapour-Changi, 2019.

Des parois végétalisées peuvent être aménagées en extérieur et à l'intérieur de bâtiments, avec ou sans source artificielle de lumière.
Le principe s'appuie sur le fait qu'en l'absence d'intervention humaine, en présence d'air propre et d'une humidité suffisante de l'air, tout support tend à être naturellement colonisé par des bactéries (biofilm), des algues, puis des mousses et des lichens, avant l'apparition de petites plantes, qui sont généralement aussi des épiphytes des arbres. Dans le cas où le mur reste sec, ou en atmosphère plus sèche, il peut également être colonisé par des plantes grimpantes y compris en climat tempéré avec par exemple le lierre et la vigne vierge.
Plusieurs approches techniques existent, allant de l'insertion de plantes adaptées aux milieux secs et pauvres (crassulantes, cactées..) pour créer des structures de type « jardins de rocailles », à des techniques sophistiquées dites de « génie végétal » optimisant les conditions de colonisation et de pousse des plantes grâce à des substrats capables d'absorber et relarguer l'eau (tourbe/sphaignes, zéolithe, fibre de coco...) ou grâce à des supports de « feutre horticole » synthétique dans lequel circule de l'eau enrichie en nutriments. Dans ces deux derniers cas, l'arrosage fonctionne généralement en circuit fermé et doit être adapté au contexte climatique et saisonnier, avec un système de contrôle plus ou moins automatisé selon les cas, de même que pour les teneurs en nutriments de l'eau.
Un grand nombre de plantes tropicales épiphytes ou poussant à l'ombre de la canopée se contentent de peu de lumière et de peu de nutriments, mais nécessitent parfois une eau non calcaire (eau de pluie par exemple).

## Types d'aménagement de façades
Un modèle d'aménagement de façade peut se faire soit à partir du sol directement, les racines de plantes grimpantes y puisant leur nourriture et l'eau, soit en intégrant la flore au bâtiment via des balconnières, des jardinières, ou des systèmes plus complexes de murs végétaux tels que ceux de Patrick Blanc, ou encore grâce à des murs directement conçus pour être végétalisés en contenant le substrat des plantes et intégrant une lame d'air ventilée continue.
Par exemple : Sur le mur porteur est placée une ossature métallique qui soutient une plaque de PVC expansé de 10 mm d'épaisseur, sur laquelle sont agrafées deux couches hydroponiques de feutre de polyamide de 3 mm d'épaisseur chacune. Ces couches de feutre miment en quelque sorte les mousses qui se développent sur les parois rocheuses et qui servent de support aux racines des plantes. Un réseau de tuyaux commandés par des électrovannes apporte une solution nutritive contenant les éléments minéraux nécessaires à la croissance des plantes. Le feutre s'imprègne de cette solution nutritive, qui redescend le long du mur par gravité. Les racines des plantes n'ont qu'à se servir, et l'eau en excès est recueillie en bas du mur par une gouttière, avant d'être réinjectée dans le réseau de tuyaux : le système fonctionne en circuit fermé.
C'est une variation inhabituelle d'une machine vivante : l'eau s'écoule sur une surface sur laquelle se développent de la mousse ou d'autres plantes, quelques insectes et des bactéries, et est captée en bas du mur dans une gouttière, d'où elle est réinjectée en haut du mur.

### Mur végétal modulable

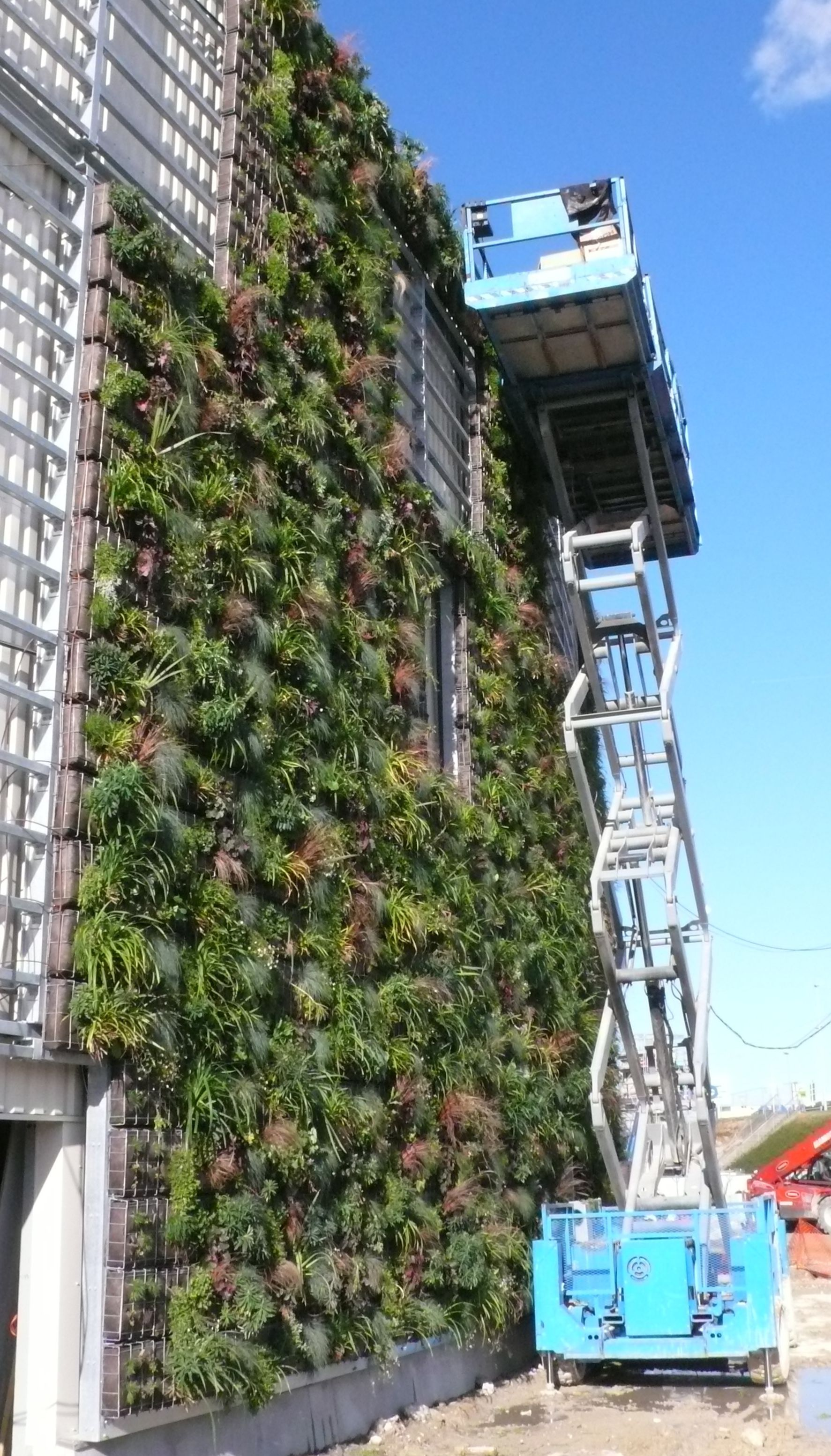
Construction d'un mur végétal sur un centre commercial.

Créés au début des années 2000 par l'architecte montpelliérain Jean François Daures, qui dépose plusieurs brevets européens, les murs végétaux modulables sont composés d'éléments interchangeables à mailles ouvertes. Ce concept développé à Montpellier en partenariat avec une équipe d'ingénieurs acousticiens, thermiciens et structurels, et les scientifiques d'une unité mixte de recherche incluant des chercheurs du CIRAD, du CNRS et de l'INRA. Véritable biotope vertical, ce système respecte le principe de la biodiversité puisqu'il autorise la navigation des plantes y compris par leur appareil racinaire. Le plus grand mur végétal au monde de ce type est installé depuis 2010 à Milan Fiordaliso pour un coût de moins de 500 €/m2 et une surface de plus de 1300 m2 et le premier installé (prototype fonctionnel) est visible depuis 2005 à l'école d'architecture de Montpellier. Le substrat employé est la sphaigne, une mousse végétale quasi imputrescible et anti bactérienne qui absorbe jusqu'à 15 fois son poids en eau. Son approvisionnement et sa récolte, renouvelable en trois ans, participe à une politique de protection des zones humides en Amérique du Sud par leur valorisation. La lame d'air, ventilée et continue, située entre le mur végétal et le mur support, permet de répondre à la loi acoustique de masse / ressort / masse et donc d'absorber les bruits aériens (jusqu'à 19 décibels audibles). Enfin, comme pour tous les murs manteaux, grâce à la ventilation naturelle qui se crée, ces murs végétaux permettent d'améliorer très significativement le bilan thermique des constructions équipées tout en les protégeant des intempéries comme du rayonnement solaire.

### Bardage modulable
Le système Vertiflore®, le seul en France à avoir obtenu un avis technique (n°2.2/15-1693-V1) du CSTB sur les bardages rapportés végétalisés modulables, comporte des bacs de substrat de terre végétale étudié avec le CNRS et l’INRA sans ajout de fertilisant, tenus par des cages en treillis métalliques de 1 m de long, 37 cm de haut et 12 cm de profondeur en standard, qui permettent de démonter chaque bac individuellement, à n’importe quel endroit de la surface du mur.

### Enveloppe végétale modulable

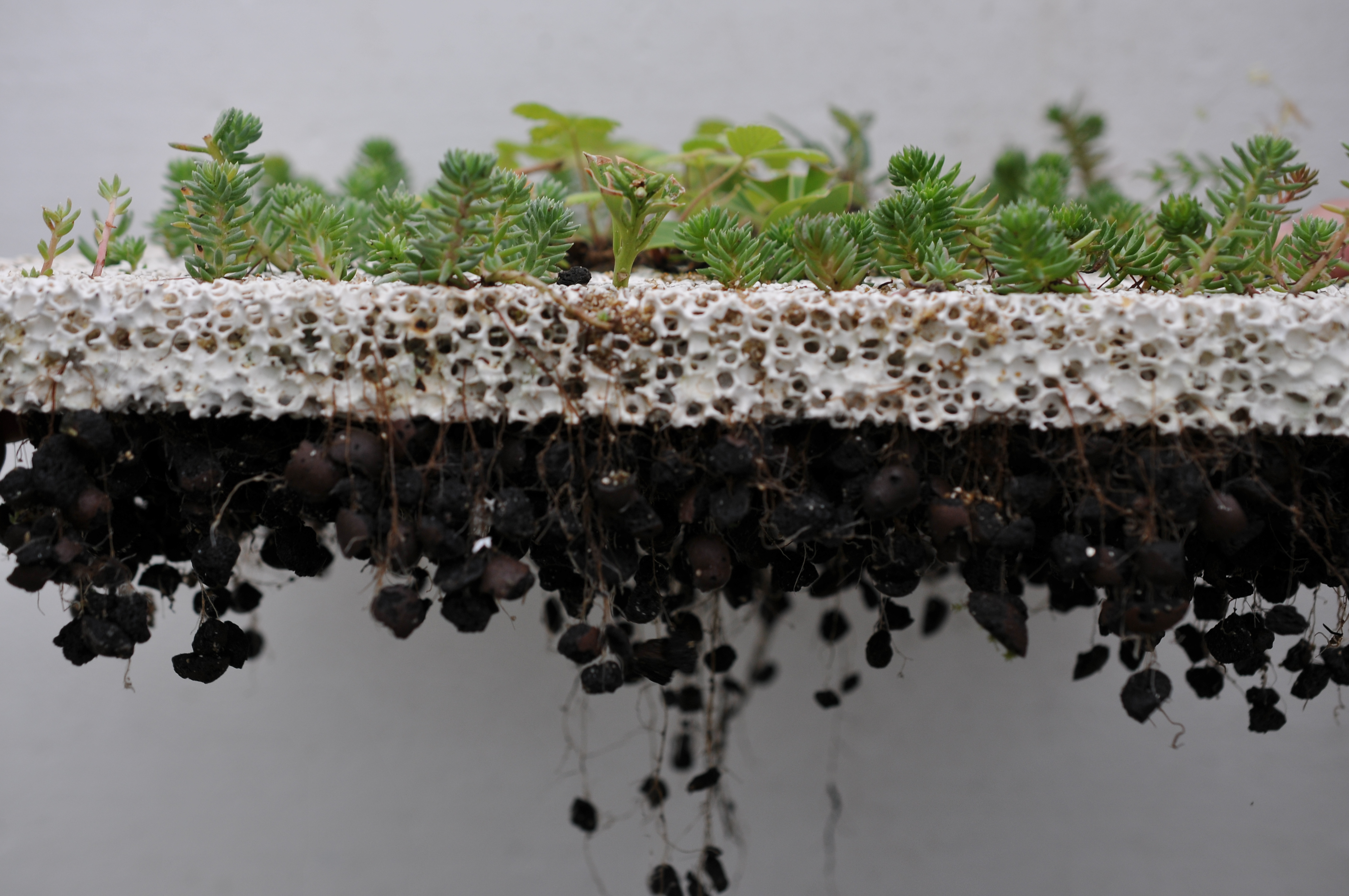
Principe de l'enveloppe végétale (Skyflor).

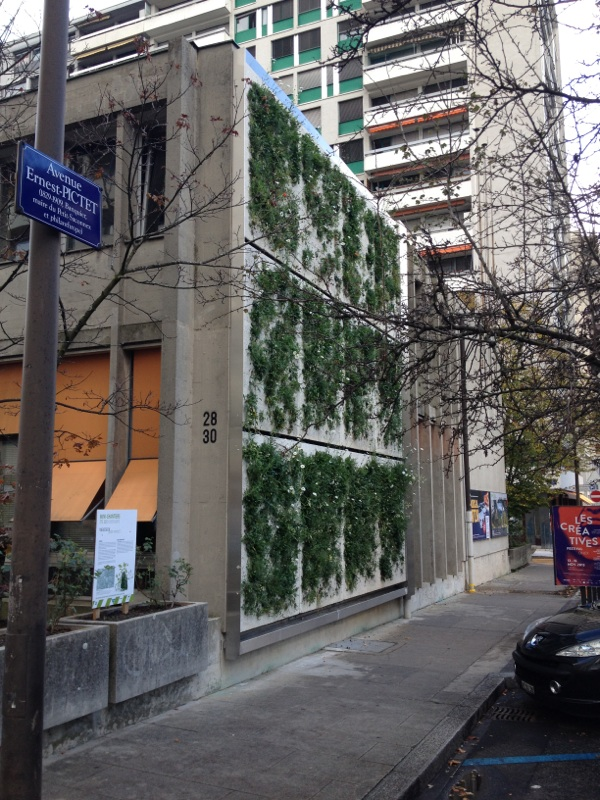
Première façade utilisant l'enveloppe végétale (Skyflor), 28 av. Ernest Pictet, Genève.

Développée de 2007 à 2011 dans les laboratoires de la Haute École du paysage, d'ingénierie et d'architecture de Genève (hepia) et en coopération avec le céramiste Jacques Kaufmann, l'enveloppe végétale modulable est un mur végétal élaboré sur la base d'une céramique poreuse et d'une ossature en béton fibré et autoportante. Cette invention fait l’objet d’une demande de brevet déposée le 13.01.2010, et du soutien de l'Office fédéral de l'environnement.
L’enveloppe végétale modulable est composée d’une superposition de trois couches. La 1re consiste en une ossature en béton fibré nommé BFUP. La 2e est une couche de substrat minéral. La 3e se compose d'un ensemble de plaques de céramique poreuse scellées sur l'ossature en BFUP autoportante. La nature poreuse de la céramique fournit un support solide pour les racines des végétaux. Ces dernières ayant trouvé un passage entre les pores de la céramique se nourrissent des éléments minéraux présents dans le substrat.
Deux murs végétaux de ce type peuvent être vus en Suisse :
- la 1re application utilisant ce système d'enveloppe végétale est installée à Genève en Suisse[15],[12] ;
- la 2e application utilisant ce système d’enveloppe végétale est un mur anti-bruit à Neuchâtel en Suisse[16],[17].

### Paroi végétalisée par des cassettes modulaires encliquetables
La végétalisation par cassettes modulaires répond à une architecture décorative pour l’intérieur et l’extérieur. Soit en doublure d’une ITE, adossé ou autoportant, le châssis préfabriqué est séparé du mur-support par une lame d’air et les cassettes acceptent tous les supports de culture. Pour assurer la biodiversité, le tableau est planté de végétaux grimpants et retombants, il se combine avec sa décoration spécifique : sculpture, module minéral, bois, enseigne luminescente.

## Avantages et inconvénients

### Avantages
En plus de l'aspect esthétique, le mur végétalisé présente plusieurs avantages :
- Il permet une meilleure régulation thermique du bâtiment. En été, l'ensoleillement est réduit. Si le mur supporte directement la végétation, l'évapotranspiration refroidit significativement le mur en été.
- L'évapotranspiration de la végétation implantée, du lierre ou d'autres grimpantes contribue au rafraîchissement de l'air et à une régulation de l'hygrométrie. En hiver, ce couvert végétal seul ne peut jouer un véritable rôle d'isolant, mais en asséchant les fondations et en protégeant les murs de la pluie (grâce à l'orientation des feuilles et à leur densité dans le cas du lierre), il les rend plus isolants.
- Il protège le bâtiment contre l'effet corrosif des pollutions urbaines (pluie acide, pollution atmosphérique) et contre l’humidité (acide, en ville), en offrant une surface imperméable à la pluie. En effet, la disposition « en tuiles » des feuilles de certaines grimpantes, telles que le lierre, permet de protéger presque totalement le mur de la pluie.
- Les racines participent à l'assèchement du sol à proximité des fondations.
- La végétalisation des façades offre une surface végétale supplémentaire et significative pour l'épuration de l'air et la production d'oxygène.
- Certains murs anti-bruit sont végétalisés, augmentant leur fonction dé-stressante (Végétalis, Le Prieuré, Héliotrope…). Le feuillage seul est réputé inefficace (une épaisseur de 10 m de feuillage d'arbres ne réduit un son puissant que d'à peine 1 dba), cependant certains substrats atténuent le bruit (5 à 7 dB) et le bruit du vent dans les feuilles et celui des oiseaux (comme celui des fontaines) ont des vertus psychologiquement apaisantes ; sans vraiment cacher le bruit ambiant, ils le rendent plus supportable. Le choix d'un substrat à forte capacité d'absorption acoustique permet de réduire l'impact des bruits aériens. Couplés à une lame d'air continue et ventilée, ces murs manteaux végétalisés répondent à la loi acoustique de "masse - ressort - masse " et sont donc très performants (classement cstb A4).
- Dans le cas de murs végétalisés avec substrat[6], les eaux ou effluents d'irrigation peuvent être épurés ; de plus l'écoulement des eaux de toiture servant à irriguer est fortement ralenti, ce qui diminue les risques de crues urbaines.

### Inconvénients
Le principal inconvénient est le coût élevé de ces installations. De plus, les murs végétaux restent énergivores. « Gourmande en eau, en soins et en technologie, la végétation verticale et hors sol peine à tenir ses promesses de durabilité. Passé l’engouement des années 2000, les murs végétaux qui ont survécu tiennent plus de l’œuvre d’art vivante que du geste écologique reproductible à grande échelle ».

## Cas particuliers

### Biofiltration: Mur végétalisé filtrant et dépolluant
La communauté urbaine de Lyon (comme maître d'ouvrage d'un projet porté par la Direction des Espaces Verts de la Ville de Lyon et une entreprise lyonnaise) a installé sur le Centre d'échanges de Perrache (lieu particulièrement pollué à la croisée d'une autoroute, d'une gare routière, de flux de circulation urbaine et d'un parking) un nouveau « mur anti-pollution ». Le mur est fait de cellules pleines d'un mélange terre - perlite - fibre de coco - pouzzolane - écorces de pins au sein desquels chemine de l'air pulsé. La terre humide fixe une partie des particules et les microorganismes du sol ou symbiotes des plantes, ainsi que les racines dégradent ou absorbent de nombreux polluants et certains gaz à effet de serre. Ce mur reste sec et sans odeur mais doit être alimenté en eau pour éviter d'être déshydraté par l'air pulsé. Des tests initiaux faits par l'Université de Savoie ont montré qu'un tel mur peut absorber 80 % de la concentration atmosphérique des COV (benzène, toluène, éthylbenzène, xylène) de l'air entrant, ce qui a été confirmé par Coparly, près d'un capteur de pollution (rue Garibaldi, à Lyon). Des précurseurs de l'ozone tels que les NOx (50 % des oxydes d’azote) sont également absorbés et éliminés via les tissus végétaux, sans accumulation. C'est un des moyens de respecter la Directive Européenne 2001/81/CE, qui impose une diminution de 40 % des dioxydes de soufre, des oxydes d'azote et des COV avant 2010. Un tel mur contribue à une diminution de 25 décibels du bruit ambiant. Ce mur a coûté 207 000 euros TTC pour 288 m2 de surface, soit 718,75 euros TTC/m2.

### Biofaçade isolante et productrice d'algues vertes
Il existe des projets pour cultiver des microalgues vertes sur des murs-rideaux de façades, dans des « photo-bioréacteurs » plans construits en verre feuilleté,.
Ces surfaces de cultures sont moins lourdes que certaines surfaces déjà construites en verre blindé ; elles sont conçues pour réguler la température d'un bâtiment et produire de l'énergie. Ces biofaçades sont conçues avec l’aide du laboratoire CNRS Génie des procédés Environnement & Agroalimentaire, l'Université de Nantes et une  spin-off) créée par cette unité de recherche.
Un liquide contenant des nutriments y circule, de même que de l’air (jouant un rôle « antifouling » afin que des algues ne s’attachent aux vitres), et le soleil fournit l’énergie dont les algues ont besoin. La récolte est automatisée, par déviation du contenu vers un filtre via une électrovanne). L'eau se réchauffe au soleil, ce qui est propice au développement des algues, et le bâtiment gagne en inertie thermique avec jusqu’à 50 % d’économies de chauffage et de climatisation par rapport à un bâtiment normal. Si les résultats confirment l’intérêt du projet, un stade industriel sera envisagé avec Séché Environnement sur l'incinérateur Alcéa de Nantes où le métabolisme de colonies d'algues cultivées dans des eaux pluviales récupérées sera dopé par une partie de la chaleur d’incinération et nourri du CO2 dégagé.
En façade sud d’une grande tour, 33 tonnes d’algues par « hectare vertical » pourraient être produites ; selon l’exposition, la saison et les conditions climatiques, un cycle de production dure entre 8 heures et plusieurs jours. L’eau doit idéalement être à une température de 18 à 25 °C, ce qui correspond aux conditions de vie de l’humain.

## Utilisation du lierre

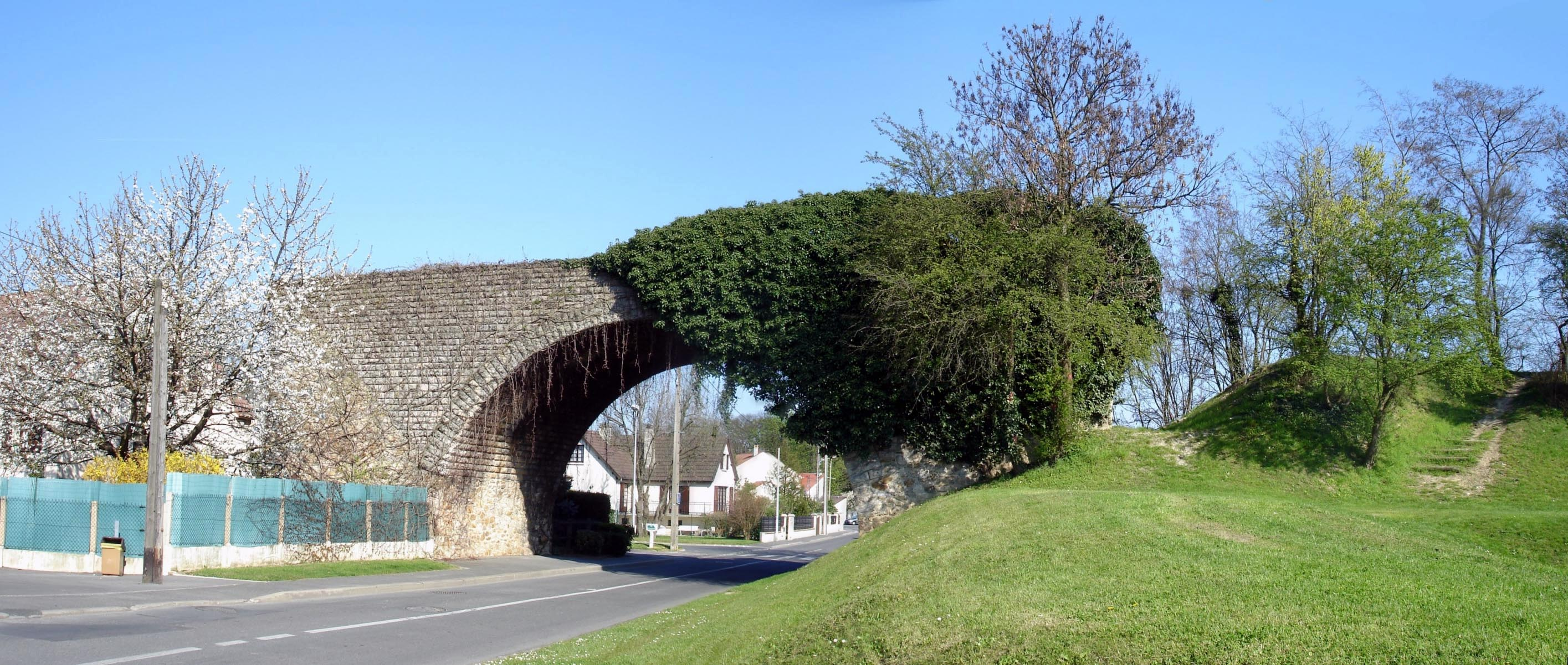
Le lierre a l'avantage de conserver ses feuilles en hiver, contrairement à la vigne vierge (à gauche), transformant ce vieux pont en élément potentiel de corridor biologique, voire en écoduc.

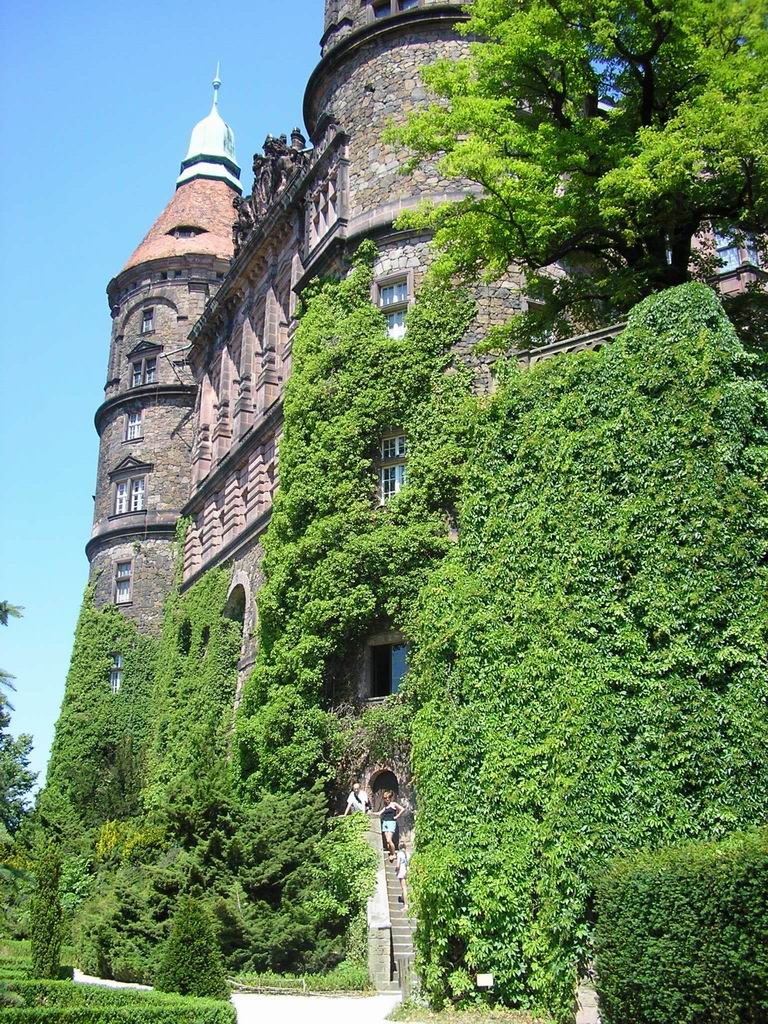
Ce lierre colonise le mur ouest du château de Kziaz (Pologne), comme il le ferait sur une falaise rocheuse.

Le lierre est particulièrement bien adapté au verdissement des façades. Sauf dans le cas de murs maçonnés à la chaux hydraulique naturelle ou à la terre et qui seraient assez humides pour que les racines puissent y vivre, ce végétal n'abîme pas les façades[réf. nécessaire], bien qu'il puisse endommager les peintures où ses crampons laissent des traces (mais bien moins que la vigne vierge). Il est résistant aux conditions climatiques rudes (inondation, gel, sécheresse). Il reste vert toute l'année, ce qui lui permet de continuer à absorber du carbone pendant l'hiver lorsque la plupart des végétaux ont perdu leurs feuilles. La période de pollinisation du lierre se situe vers la fin de l'été. Il offre donc aux invertébrés pollinisateurs la possibilité de bénéficier d'un dernier approvisionnement en pollen avant l'hiver. Les fruits du lierre apparaissent très tôt dans l'année (vers le mois de mars), et constituent une nourriture de base pour les oiseaux frugivores, alors que leur nourriture fraîche n'est pas encore développée. De plus, au même titre que certaines autres espèces indigènes (fougères, cymbalaire), le lierre possède une valeur esthétique.
D'autres espèces couramment utilisées sont la vigne vierge, le chèvrefeuille et la glycine.

## Entretien
Afin de préserver au maximum le potentiel de végétalisation des façades, le mur doit conserver ses irrégularités, sans altérer l'état général de la surface. Faire grimper du lierre sur un mur dont les joints sont abîmés (joints sableux) peut être dommageable pour la surface.
L'entretien des façades ne peut pas se faire à toutes les époques de l'année afin de respecter les rythmes de la faune et de la flore qui y auront trouvé refuge. Il faut éviter les périodes de nidification ou les périodes de froid hivernal pendant lesquelles la végétation sert d'abri pour de nombreux invertébrés.
Afin de faciliter la végétalisation suivant un processus naturel, il faut conserver des îlots de végétation (mousse, fougères) lors de l'entretien des façades.
Une attention particulière doit être apportée à l’entretien des façades et structures végétalisées. Si les plantes grimpantes ou la flore des terrasses extensives sont rustiques et ne nécessitent ni arrosage ni engrais, il faut toutefois respecter les points suivants :
- Les plantes grimpantes ne doivent pas atteindre les tuiles, ardoises ni les gouttières. Si leurs feuilles mortes bouchaient ou freinaient l’évacuation des eaux pluviales, celles-ci pourraient déborder et s’écouler le long des façades, au risque d’altérer les matériaux, de favoriser la pénétration de racines et l'implantation de fougères, graminées, voire de plantes buissonnantes ou d'arbres dans les ciments de mauvaise qualité ou composés de chaux hydraulique naturelle, ou de terre.
  - De la même façon, il faut tailler régulièrement les végétaux autour des ouvertures, prises d'air, cheminées, de manière que la végétation ne guide pas des espèces indésirables ou invasives vers les espaces intérieurs (insectes (comme les fourmis) ou araignées...). Un filtre de type moustiquaire peut protéger les prises d'air.
- Le pourtour des terrasses végétalisées doit être nettoyé ou inspecté une à 2 fois par an de manière à vérifier que les drains ne soient pas bouchés (par feuilles mortes, cadavres d'oiseaux, etc), ce qui vaut aussi pour les terrasses non végétalisées.
- Quelques plantes grimpantes, telles que la glycine, peuvent s’enrouler autour des gouttières, des tuyauteries, et les compresser jusqu’à la rupture. Il faut donc contrôler, guider, sélectionner ou adapter la végétalisation en fonction du type de mur ou de support.

Pour favoriser une biodiversité aussi proche que possible du potentiel local, toutes les surfaces du bâti, autres que les vitres et les panneaux solaires peuvent être végétalisées.
Les murs manteaux végétalisés nécessitent peu d'entretien, à savoir un désherbage une à deux fois par an pour éliminer les adventices qui peut se faire à la nacelle ou encore avec des cordistes-jardiniers.

## Précautions, sécurité

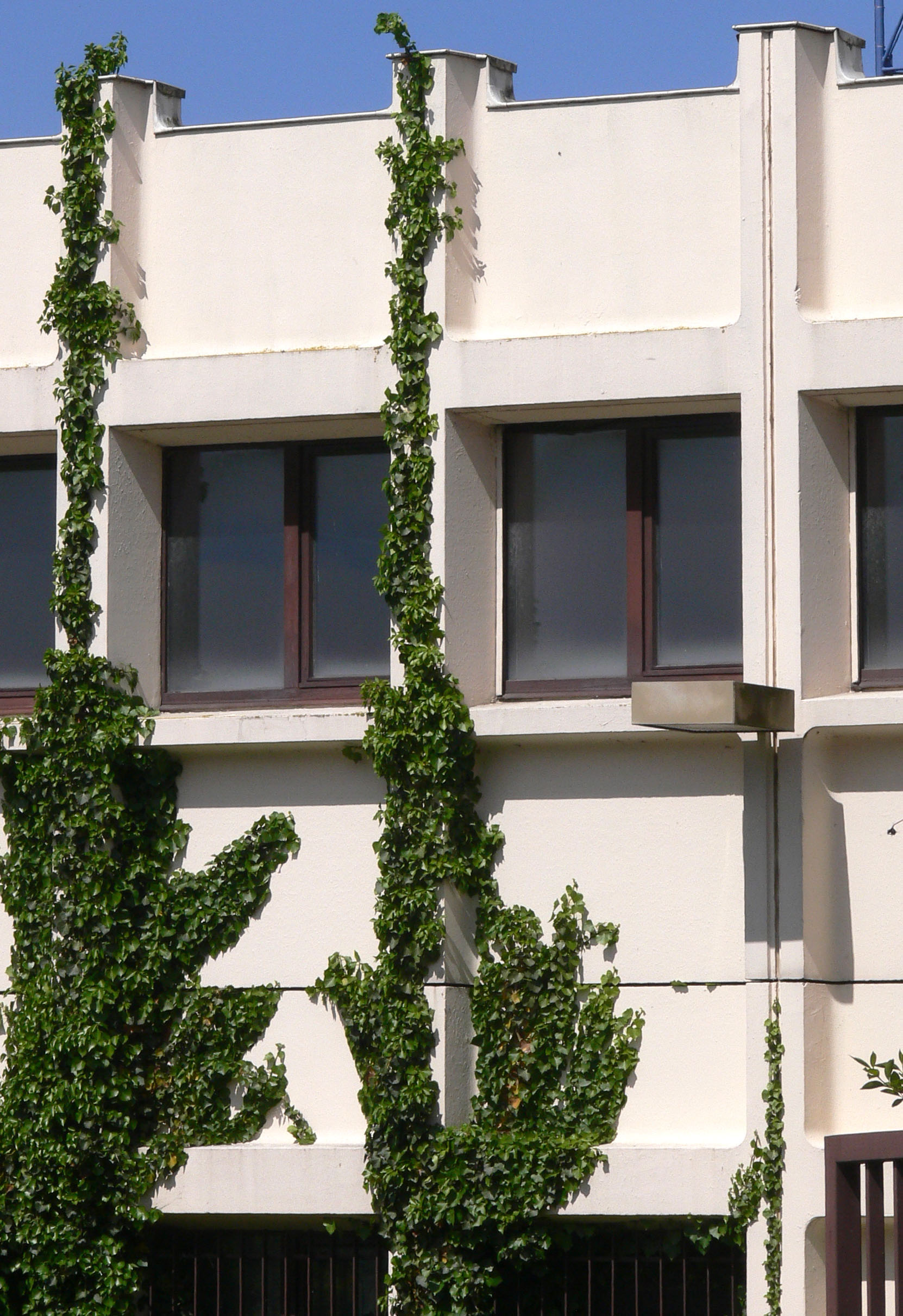
S'il en a la possibilité, le lierre pousse préférentiellement dans une fente verticale bien éclairée, ce qui permet de le « guider » vers le haut le long de façades ou de poteaux métalliques (de support de clôtures) de « section en u ».

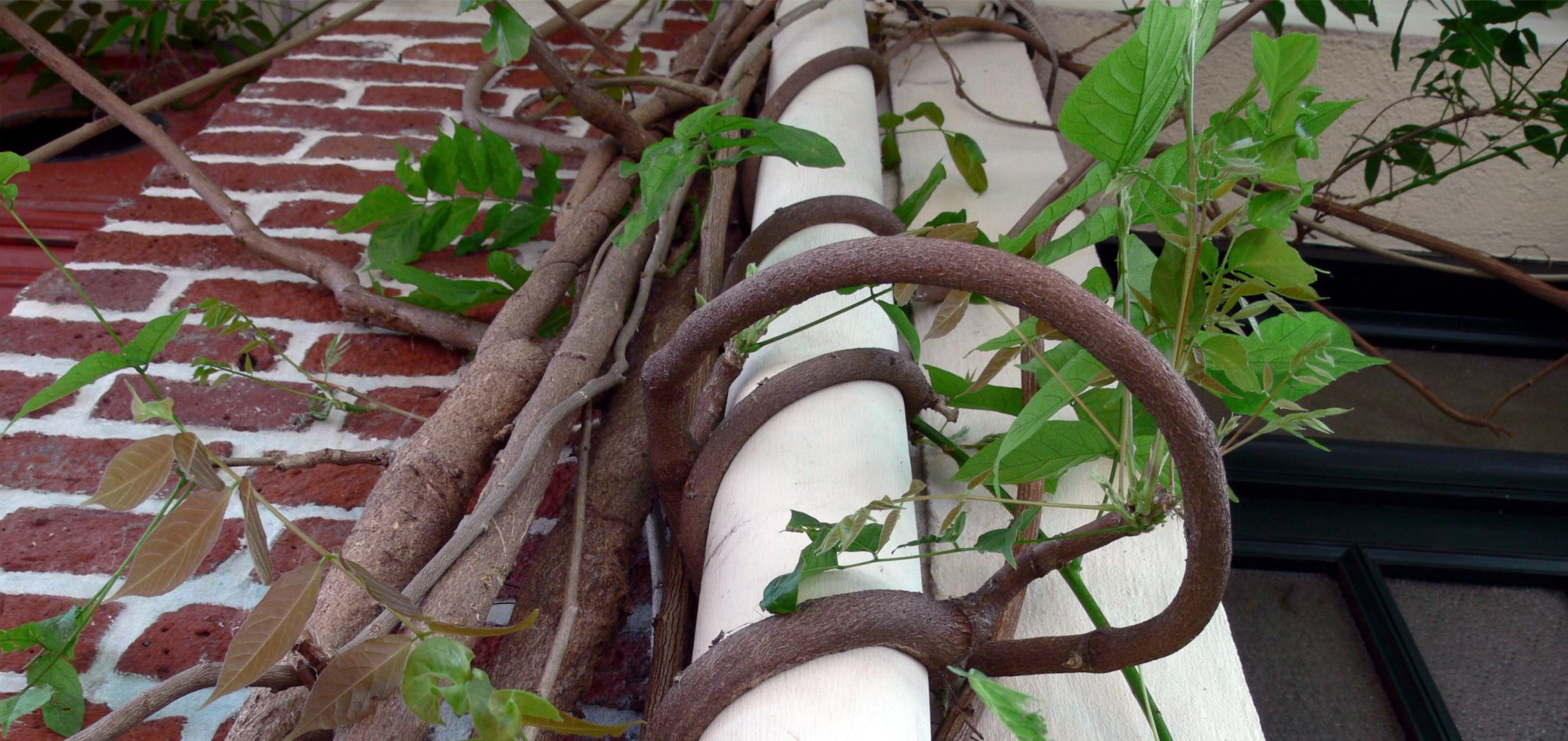
Une glycine enroulée sur une gouttière peut finir par la tordre ou l'écraser. Mieux vaut guider ce type de grimpante sur un support préparé pour elle.

L'aménageur doit prendre en compte les problèmes posés par l'humidité (salissures par les spores de fougères, de mousses et de champignons, risques de court-circuit en cas d'éclairage artificiel, de chauffage, présence de pompes, etc.), et par le poids des végétaux qui grandissent.
Ces murs peuvent aussi être colonisés par une faune d'invertébrés tolérés ou souhaités en aquaterrarium, mais non désirés dans une habitation ou un lieu public.
Dans le cas de murs végétaux, le mur ou le support, s'ils ne sont pas conçus par l'architecte pour résister à l'eau enrichie de nutriments, doivent en être protégés.
Certains murs maçonnés à la terre ou à la chaux hydraulique doivent être protégés de la pénétration de racines susceptibles de les dégrader.
Un entretien et des vérifications régulières sont nécessaires.
En cas d'utilisation de plantes exotiques, afin d'éviter d'importer des organismes indésirables ou microbes pathogènes, il est recommandé de travailler avec des horticulteurs spécialisés et des plantes dont l'origine est traçable et légale.

## Oiseaux
Le fait d'augmenter la biodiversité augmente aussi la présence des oiseaux. Or, les surfaces vitrées constituent un piège visuel pour l'avifaune qui percute des fenêtres de jour ou de nuit.
- L'oiseau peut être victime d'un effet miroir lorsque la vitre reflète le ciel.
- Il peut penser pouvoir traverser le bâtiment lorsqu'il aperçoit une autre ouverture dans le même axe.
- Il peut percuter une vitre invisible de type mur antibruit ou de type « balustrade vitrée » par exemple sur une terrasse.
- De nuit, l'oiseau en migration percute assez fréquemment la fenêtre d'une pièce éclairée, victime d'un des effets de la pollution lumineuse.
  - Dans ce dernier cas, la fréquence des collisions peut être diminuée de 80 % par la fermeture d'un volet ou d'un rideau épais.
  - De jour, on diminue fortement le risque de collision par l'apposition d'une silhouette noire représentant un oiseau de proie, encore plus efficacement si celle-ci est suspendue à un fil qui lui permet de bouger. Ces silhouettes sont commercialisées par différentes associations ou institutions. Elles ne gênent pas la faune locale qui s'y habitue et préviennent les collisions avec les oiseaux migrateurs ou de passage.

## Variantes intérieures
Une variante à la façade végétalisée est le mur intérieur végétalisé.
La seule contrainte supplémentaire concerne la lumière qui doit être amenée en quantité et qualité suffisantes, et si possible orientée du haut vers le bas pour assurer une bonne croissance aux végétaux. Le mur végétalisé d'intérieur peut être construit dans une véranda ou sous une verrière, en prenant garde aux éventuelles surchauffes et aux problèmes éventuels liés à l'eau et à la condensation.
Une première manière de végétaliser le mur est de mettre sur la surface un substrat apte à être colonisé par les végétaux choisis. Ce substrat sera comparable à celui des toitures végétalisées, ou de type feutre synthétique associé à un système de pompe (éventuellement solaire) maintenant un écoulement d'eau le long du substrat qui sera progressivement colonisé par les végétaux qu'on y aura plantés.
Quelques exemples de réalisations intérieures innovantes :

Mur Végétal Ouranos

Il est aussi possible de planter des végétaux grimpants, buissonants ou arbres dans le « vrai sol ». Ainsi dans le lycée HQE de Calais, des arbres ont été plantés sous les verrières intérieures, non dans des fosses qui nécessiteraient un arrosage, mais dans le vrai sol réservé par l'architecte.
On peut aussi faire entrer le végétal (type lierre ou plante grimpante) par un orifice réservé en bas du mur, garni d'un isolant, tout en laissant ses racines s'épanouir dans le sol à l'extérieur. Les végétaux à crampons ou racines aériennes prennent appui sur la structure et colonisent progressivement le mur. Il faut cependant mettre en place un système permettant d'empêcher l'accès aux araignées, souris et autres indésirables par l'orifice d'accès du végétal. Ce système est le plus simple, car il ne nécessite quasiment pas d'entretien, si ce n'est une taille régulière pour éviter l'envahissement de la maison. En général, il n’est pas nécessaire de l'arroser puisque le végétal a ses racines à l'extérieur, sauf en cas de sécheresse prolongée.
L'intérêt principal du mur végétalisé peut être le renouvellement de l'air intérieur ou la phytoremédiation. Voir aussi le programme Phyt'air.
- L'ADEME considère que l'argument « plantes dépolluantes » n'est pas validé scientifiquement au regard des niveaux de pollution généralement rencontrés dans les habitations et des nouvelles connaissances scientifiques dans le domaine[23].

### Mobilier urbain végétalisé

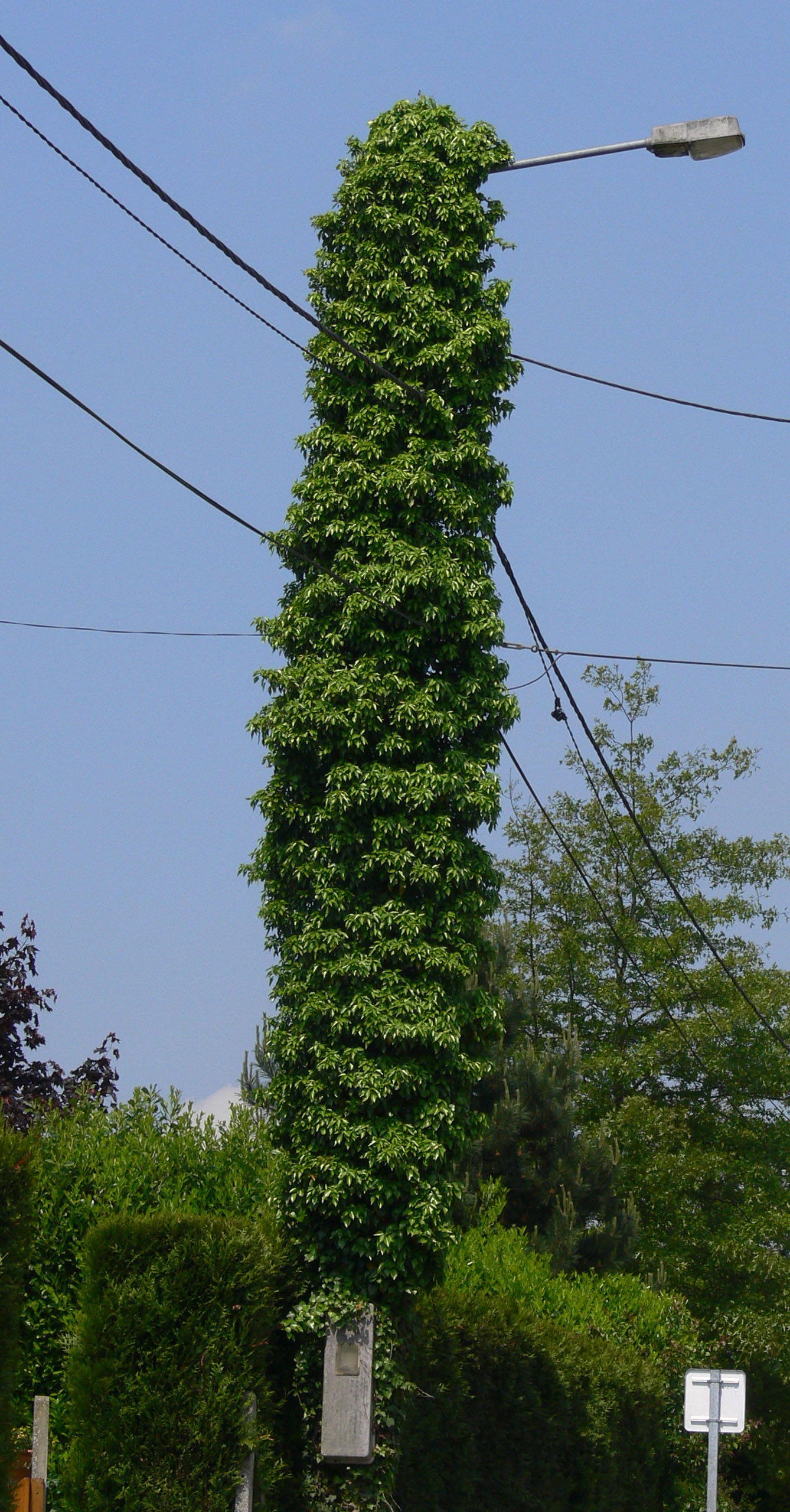
Poteau électrique et support de lampadaire couverts de lierre. Sans remplacer un arbre, ce poteau rembourse une partie de sa dette écologique en produisant de l'oxygène toute l'année et en offrant gîte et couvert aux oiseaux et à d'autres animaux. Malgré le bilan plutôt positif il apparait cependant que l'installation d'un lierre sur cette infrastructure peut entraîner de sérieux dysfonctionnements lors des épisodes de froids ou de neige abondante. Le pylône n'étant pas prévu pour supporter de telles charges de glace ou de neige.

Pour pallier le manque d'arbres et de photosynthèse en milieu urbain, une grande partie du mobilier urbain pourrait être végétalisé en tenant compte cependant dusurpoids imposé aux structures concernées *. Exemple : lors d'épisodes neigeux ou de pluies verglaçantes. 
- poteau électrique*,
- lampadaire*,
- banc public,
- abribus...

Plusieurs solutions sont possibles : plantations directement dans le sol lorsque c'est possible (végétalisation auto-entretenue) ou dans des bacs de volume variable en fonction de la taille de la structure (il faut alors arroser le végétal régulièrement, au moins les premières années).
Les toitures-terrasses végétalisées peuvent également compléter ces dispositifs, ne nécessitant que peu d'entretien s'il s'agit d'une végétalisation extensive (sédums..).

### Arbres et chronoxyles végétalisés
Comme pour le mobilier urbain et les clôtures, les troncs d'arbres, des arbres morts (mis en sécurité) ou même des chronoxyles peuvent être végétalisés.
Le lierre peut être utilisé comme couvre-sol ou comme habillage des arbres. En général, le lierre pousse moins vite que l'arbre. Si ce n'est pas le cas, c'est que l'arbre est malade ou qu'il ne trouve pas dans son environnement de bonnes conditions de vie.
Pour les arbres régulièrement taillés, il faut éventuellement contrôler le lierre pour qu'il n'envahisse pas le houppier de l'arbre.
Le lierre pousse mieux sur les feuillus qui, ainsi végétalisés, accroissent leurs capacités dans le cycle du carbone. La biodiversité et la biomasse globales sont plus élevées. Ces arbres offrent beaucoup plus de refuges et servent de garde-manger pour la faune, y compris en hiver. L'hypothèse est posée, mais non encore clairement prouvée, que les arbres qui poussent avec du lierre croissent un peu moins vite, mais seraient en meilleure santé et plus résistants aux aléas. Les experts forestiers ne recommandent plus de couper le lierre comme ils l'ont souvent fait jusque dans les années 1970-80.